# San Pablo de Tiquina

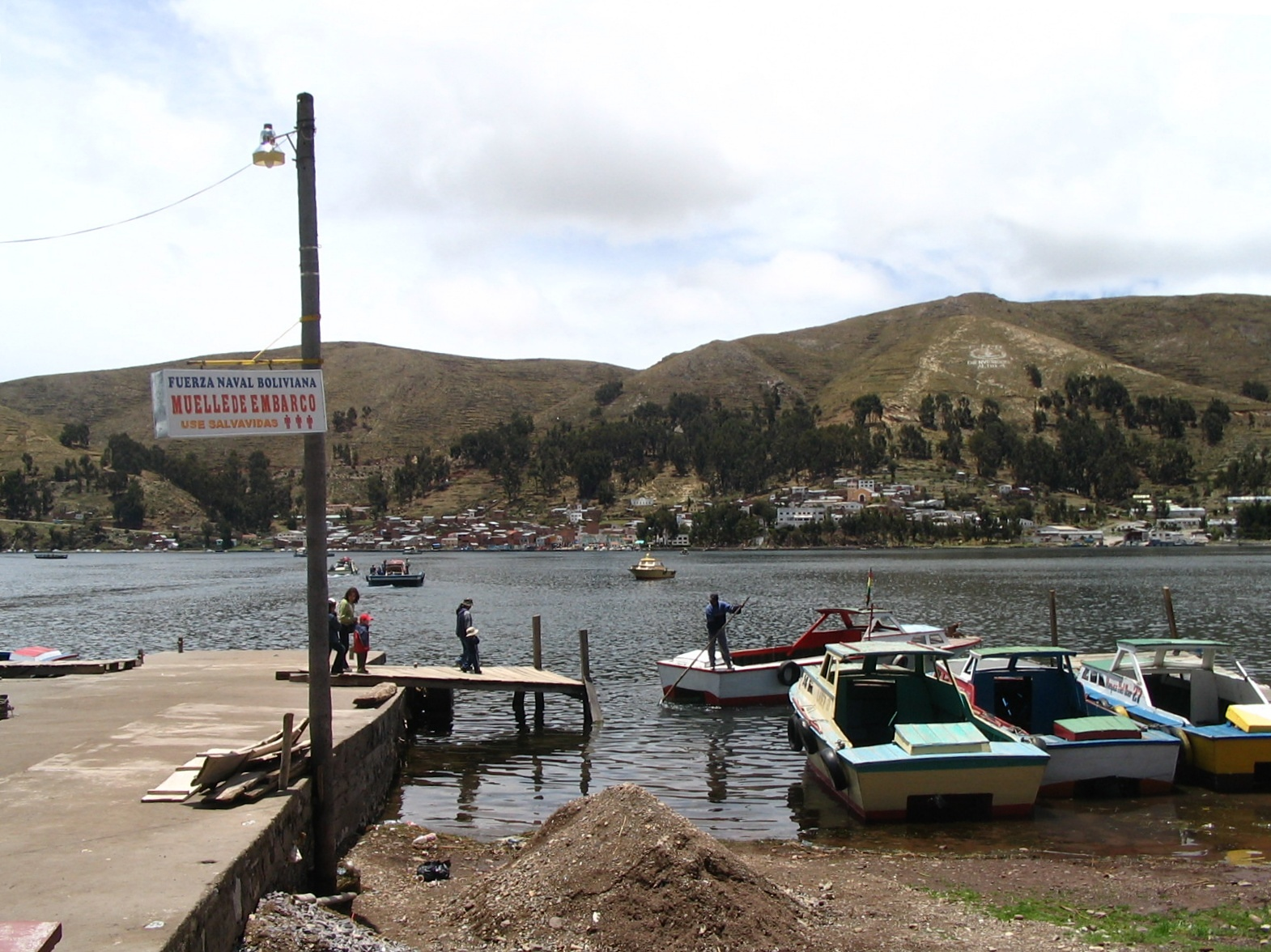
Tiquinasundet i Titicacasjön.

San Pablo de Tiquina är en ort i den bolivianska provinsen Manco Kapac i departementet La Paz. Staden ligger vid Tiquinasundet i Titicacasjön.